# Patrick Bernardini
Patrick Bernardini, född 18 juni 1963 i Ajaccio, är en fransk rallyförare som bland annat vunnit Monte Carlo-rallyt.